# シルビア・クロー
シルビア・クロー（1901年 - 1997年）は、英国のランドスケープアーキテクトとガーデンデザイナー。ランドスケープやガーデンに関する著作も多数。
自分の仕事でと造園家lnstitute（ILA）や造園家国際連盟（IFLA）などを通じて、英国および国際的ランドスケープの促進に関与していった。当時の造園家協会（後のランドスケープ研究所。1957〜1959年には所長）から社会に働きかけ、ニュータウン 、道路、林業、電力施設の景観計画で重要な貢献をなす。
彼女はこの他に新しい景観上の問題の課題解決に関する一連の本を書き、これは庭園の設計の上でも教科書的な古典書と見なされていく。 この著書で、原子力発電所の景観など真新しくてそれ以前にはあまり語られなかった論点と課題に言及。著書を通しイギリスが原子力産業を引き受け実施する際には、発電施設の土地の適切な管理と、周辺環境の保全の必要性に対して簡潔に助言を与えている。

## 生涯
- 1901年にオックスフォードで生まれる。Berkhamstedの女子学校に通うが、病気が発症。その後は母によって自宅で教育を受けたという。1912年には彼女の療養をかねて家族でサセックスの農場に引越し、両親と農場でずっと暮らす。
- 1920年から1922年まで、後にグリニッジ大学庭の設計コース/ハドロウカレッジに吸収合併するスワンリー（Swanley）園芸カレッジに通う。このカレッジで庭の設計を体得。後に講師としても赴任し、教え続けた。
- その後庭のデザイナーとして働き、また園芸業のエドワード・ホワイトの徒弟として訓練。また彼女は第二次世界大戦の勃発まで、植木や庭の請負業者ウィリアムCutbushの元でガーデンデザイナーとして13年勤めている。彼女はその期間中に造園家協会（ILA）に加入し、1939年7月に理事に選出された。
- 第二次世界大戦中、フランスのポーランド軍に従軍。
- 1945年にランドスケープアーキテクトとして独立。 ここから病院、専修学校、研究ステーションや貯水池などの実用的な建物エクステリアにおけるコンサルタントをしていた。 1940年代後半に彼女は住宅地開発で緑のスペース関連の仕事に従事。ハーローとバジルドンなどニュータウンのランドスケープデザインに値する仕事をしている。
- 入会したILAを通してブレンダ・コルヴィンと親しくなり、コルヴィンとオフィスを共有、クロウとコルヴィンは、28ベーカー街ロンドンオフィスをシェアし、1952年に182グロスター・プレイスに移った。
- 彼女の実績で特によく知られているものには、ラトランドウォーター、コモンウェルス研究所での彼女の修景がある。 彼女が著作を刊行した1958年に原子力発電所の第一世代が構築されはじめた時期である。1963年には森林委員会初の風景コンサルタントとして任命される。委員会のウェブサイト（http://www.forestry.gov.uk/forestry/CMON-4UUM6R）　によると、彼女のアドバイスに従って、生産林が造園・審美的に評価され、その結果、はるかに広いスケールで考えられるようになったという。
- 1965年、コルヴィンはグロスターシャー州のFilkinsに移動したが、クロウは1982年までグロスター・プレイスにとどまった。多くのスタッフにまじって、専門的な訓練の一環として、製図室での経験を得るために夏の間にオフィスに来て、ヨーロッパやアメリカからきた学生も働くようになった。アンソニー・デュ・ガール・Pasleyとウェンディ・パウエル等ILAの経験豊富なプロのメンバーは、1960年代を通じてクロウの仲間で、その間に彼女とさまざまなプロジェクトを実施。サリー・レースは1972年から彼女の助手をつとめた。この時期からスタッフだけでなく、キャロル・ミラー、ジョン・ブルックス、lvor・カニンガム、マイケル・ローリー、バーバラ・オークリー、ジャネット・ジャック、バリー・ニューランドとピーター・ホジソンらとオフィススペースを共有した。
- 彼女の作品の中で最も顕著な特徴の一つは、彼女が小さな庭の詳細から、ニュータウンや林業、貯水池など数百エーカーという非常に多様なスケールの風景を扱ったということが知られる。プロジェクトのための最終的な図面は、彼女のラフスケッチからオフィスのスタッフが描画することによって調製されるので、その分彼女は大小さまざまで多数の仕事を手がけることができていた。
- 晩年に手がけた彼女の顕著なプロジェクトの中で、サリー・レースとともに手がけたエディンバラでの屋上庭園がある。スコットランド自生植物を使用したこれはエディンバラのホリールード公園を見下ろすスコットランド寡婦会館の屋上庭園で、 2人は造園景観と建築界といった英国の二大慣行から屋上庭園の設計に関する技術的な助言を専門家に求めるが、プロジェクトがあまりにも技術的で複雑になったと思われた。結局は自分たちで先行して、優れたデザインを生み出していき、技術的な知識も直接製品メーカーへ電話攻勢で得ていったという。
- 彼女の死後でスタッフらとによるドローイングが彼女の甥から寄贈されている。その図面は大体が急いで制作され時折ラフであるが、彼女の思考の偉大さ明快さを実証している。

## 著書
クロウは、長年にわたり、ILAの審査及び教育委員を務めるだけでなく、彼女と一緒に働いていたすべての人に景観のための知識と情熱を伝えようとした。書いた本はガーデンデザイン史上影響力のある本となっていく。新しい景観上の問題の課題に直面して一連の本を次々書いていくが、庭園設計やランドスケープの教科書としては古典と見なされている。
- Tomorrow's Iandscape. London: Architectural Press, 1956
- Garden design. London: Country Life, 1956
- The Landscape of power. London: Architectural Press, 1958
- The Landscape of roads. London: Architectural Press, 1960（道路と景観―景観工学への序説、鹿島研究所出版会、鈴木忠義翻訳  (1965年)
- Space for Iiving: Iandscape architecture and the alliedprotessions (ed.) Amsterdam:Djambatan, 1961
- Shaping tomorrow's Landscape. Amsterdam: Djambatan, 1964
- Forestry in the Iandscape. London: HMSO, 1966 (Zvi Millerと共著)
- Landscape planning: a policy foran overcrowded worid. Morges, Switzerland: IUCN,1969
- The Landscape of reservoirs. London: Association of River Authorities, 1969
- The gardens of Mughul lndia a history and guide. London, Thames and Hudson, 1972 (Sheila Haywood, Susan Jellicoe and Gordon Pattersonらと共著)
- The pattern of Landscape. Chichester: Packard Publishing, 1988 (Mary Mitchellと共著)

## おもな実績
（コンサルタント）
- 1948年から1958年、ハーロウ・ニュータウン
- 1949年から1962年、バジルドン・ニュータウン
- 1948年から1968年、英国中央電力会
- 1957年、エセックス郡
- 1963年から1976年、英国森林委員会

（ランドスケープの計画）
- ハーロー・ニュータウン
- バジルドンニュータウン
- 沿岸埋立地修景（海のリンカーンシャー・Mablethorpeのとサットン）
- 沿岸の喜庭園（リンカンシャー）（キャラバンキャンプ地と砂丘庭園）（海のMablethorpeのとサットン）
- 米空軍ハウジング（ブライズノートン、グリーンハムコモン、フェアフォード、Alconbury）
- レイクンヒース（Mildenhallとウッドブリッジ）
- Friern病院（バーネット・Friern）
- ロウワースウォンジーバレー（サウスウェールズ州）
- スウォンジー前浜（サウスウェールズ州）
- ティーチャーズ・トレーニング・カレッジ（オックスフォード・Norham庭園）
- ロイヤル・アルバート・ホール・ステップ（ロンドン・インペリアル・カレッジ）の植栽
- マンダー・カレッジとカウンティホール（ベッドフォード）の庭園
- ネヴィルホール病院（ウェールズ）
- ダールトン採石場修景（ダービー）
- ジョセフ・ルーカス研究センター（ウォリックシャー）
- コモンウェルス・ガーデンズ（キャンベラ）
- ワシントンニュータウン（ダーラム社）
- Passmores（ハーローニュータウン・スチュワードとKingsmoor近郊住宅地）
- ベリー・スウィンドン南東部構想計画
- リバーサイドパーク（サマセット・キーンシャム）
- ウォリントンニュータウン（チェシャー）のマスタープラン
- 英国海兵隊キャンプ（Bickleigh・デボン）
- 川のCuckmere（イーストサセックス州）
- ニュートン・エイ・ニュータウン拡張（Durha社）
- フィールド再生（Berks・イートン・カレッジ）
- グローブファームPIY

（風景レポート）
- ヘメルヘムステッド（付属のまちづくり報告書）
- ハートルプール
- ポーツマス

（庭園デザイン（個人邸））
- Whalebones（バーネット）
- スペンスハウス（Hants）
- ヘイリーハウス（オックスフォードシャー州）
- 北スタンリーホール（ノースヨークシャー州）
- ロル（コーンウォール・レストル）

（庭園デザイン（セミパブリックなもの））
- セント・メアリー教会墓地（オックスフォード）
- ローズガーデン（オックスフォード・マグダレン・カレッジ）
- 家庭教師の家（Fellows'car公園やMasters'garden。バーネットプレス・ユニバーシティ・カレッジ、バーネット・オックスフォードコートに）
- 小さな町の庭（セメント・コンクリート協会、ロンドン・Wexhamスプリングス・バックスコモンウェルス研究所）
- グッドハートクワッドとロジック・レーン（ユニバーシティ・カレッジ・オックスフォード）
- 東広場とレクターの庭（ロンドン・インペリアル・カレッジ）
- 新しい水の庭（バックス・Wexhamスプリングス）
- スコットランド寡婦基金生命保険本社ビル（エジンバラ）
- ナレスボロ墓地（ノースヨークシャー州・ナレスボロ）
- カレッジパーク（北ウェールズ・カレッジ大学バンガー）
- 森林委員会本部（エジンバラ）
- ブリティッシュパビリオンガーデンデザイン（リバプール・国際ガーデンフェスティバル）
- フルマカモメグランジ
- ホランドパーク

（貯水池修景）
- 枝ブナ群落（ケント）
- Bewl湖（ケント）
- ラトランドウォーター（ラトランド）
- アーリントン貯水池（イーストサセックス州）
- デルタプロジェクト（オランダ・Zuiderzee）
- Wimbleballリザーバ（サマセット）
- 貯留サイト（デヴォンとコーンウォール）に関する研究
- Collifordリザーバ（コーンウォール）
- アーディングリー（Wサセックス）

（交通施設）
- Aquadrome（ハーツ）
- カンバーランド川流域橋（アシュトンゲート接合部）（ブリストル）
- Abbotsinch空港（グラスゴー）
- Blackwellトンネル（ロンドン）へのアプローチ
- イーシャー・バイパス路（サリー）
- パークウェイステージ2-3（ブリストル）

（発電所関連）
- ブラッドウェル原子力発電所（エセックス）
- 高電圧送電線のルーティング（英国南部）
- トロースフィニッド原子力発電所（ノースウェールズ）
- ウィルファ原子力発電所（ノースウェールズ）